# Andre Rison
Andre Previn Rison (18 de março de 1967, Flint, Michigan) é um ex-jogador profissional de futebol americano estadunidense que foi campeão da temporada de 1996 da National Football League jogando pelo Green Bay Packers. Atuava na posição de wide receiver e defendeu, ao longo de sua carreira, além da franquia de Green Bay, o Indianapolis Colts, o Atlanta Falcons, o Cleveland Browns, o Jacksonville Jaguars, o Kansas City Chiefs e o Oakland Raiders.